# Béarn (Québec)
Pour les articles homonymes, voir Béarn (homonymie).
Béarn est une municipalité du Québec (Canada), située dans la MRC de Témiscamingue en Abitibi-Témiscamingue.

## Toponymie
Le nom de Béarn vient du régiment de Béarn, un détachement militaire ayant pris part à divers conflits dont la Bataille de Fort Carillon en 1758 avec le général Montcalm. Le régiment a été créé dans la région du Béarn (aujourd'hui inclus dans les Pyrénées-Atlantiques) au sud-ouest de la France en 1684 et dissout en 1762.

## Histoire

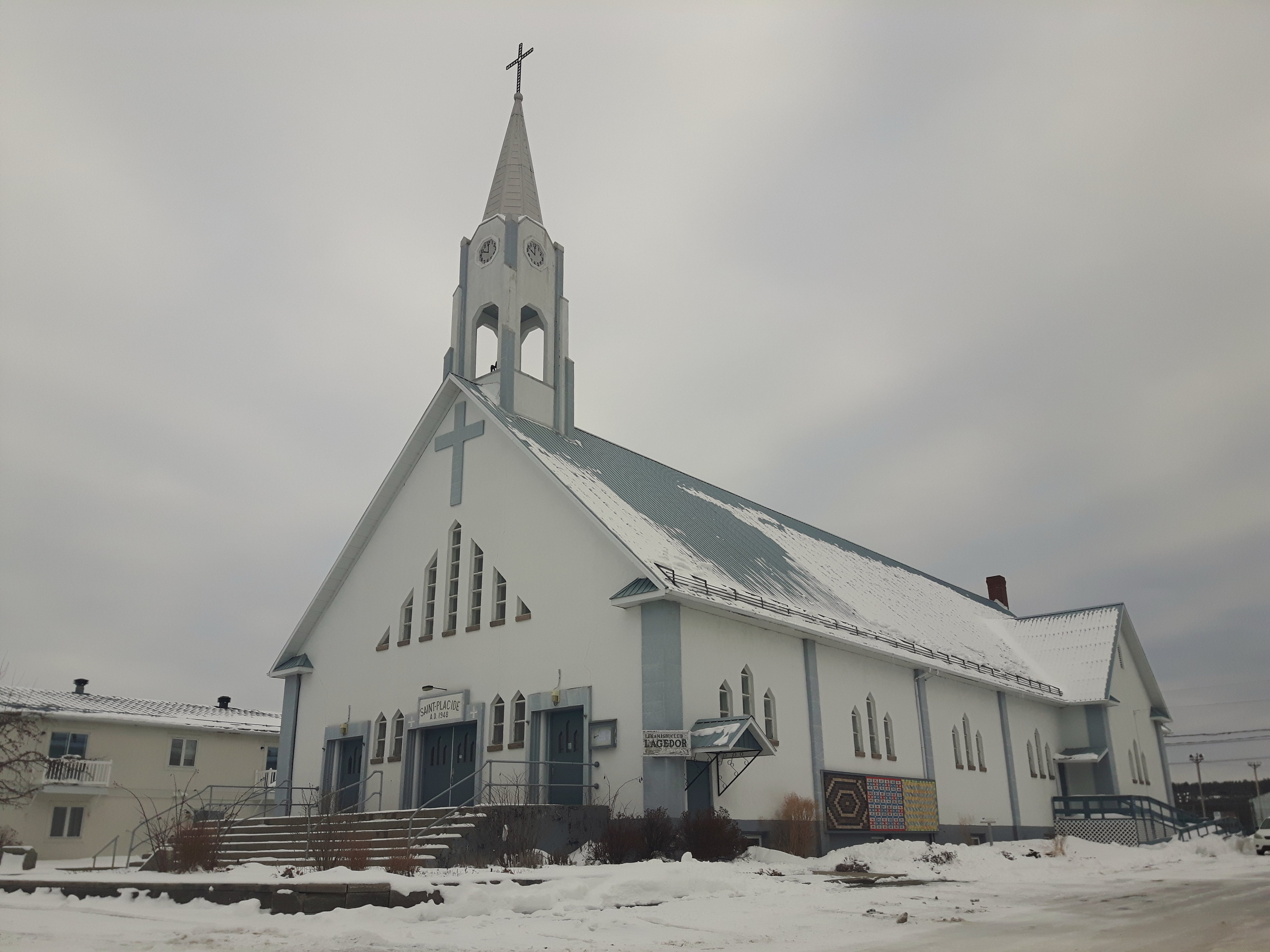
Église Saint-Placide-de-Béarn.

Le défrichement de la région débute en 1886 alors que se développent parallèlement les villes de Ville-Marie et de Témiscaming. Deux pionniers partiront de Saint-Côme dans le comté de Joliette pour s'établir dans la région, il s'agit de Dieudonné Bellehumeur et de son fils Lactance. Ils construiront une maison en 1896 qui, en 2016, est toujours présente.
C'est en 1889 qu'on commence la mission catholique. En 1910, le premier prêtre résidant arrive, l'abbé Joseph Lachapelle. Il conserve ce rôle pour cinquante années avant d'être remplacé par J. Adrien Pleyer suivi de Michel Vezeau.
La paroisse religieuse de St-Placide-de-Béarn est officiellement fondée en 1912. La municipalité est fondée la même année, soit le 3 octobre 1912. L'industrie à l'époque est principalement axée sur la foresterie et l'agriculture.
L'industrie ferroviaire viendra donner un bond en 1923 et sera abandonnée au milieu des années 1980. Une mine d'or, la mine Montclerc, sera également exploitée entre 1938 et 1945 à la suite de sa découverte par Ambroise Bellehumeur.

### Chronologie
- 1886 : Arrivée des premiers colons.
- 1910 : Arrivée du premier prêtre résidant.
- 3 octobre 1912 : Fondation de la municipalité de Saint-Placide.
- 1923 : Construction du chemin de fer.
- 1956 : La municipalité de Saint-Placide devient la municipalité de Saint-Placide-de-Béarn.
- 1983 : La municipalité de Saint-Placide-de-Béarn devient la municipalité de Béarn.
- 2012: La municipalité fête ses 100 ans avec diverses activités, dont une messe de minuit avec une partie en latin. Les festivités principales ont eu lieu lors de la fête nationale (24 juin).

## Géographie
La municipalité de Béarn couvre plus de 500 km2. Dans ce territoire on retrouve de nombreux lacs et un relief typique du bouclier canadien oscillant entre 150 et 350 m d'altitude. Sur le territoire municipal, la région écoforestière présente est l'érablière à bouleau jaune.

### Parcs et espaces verts
La municipalité a créé un jardin communautaire sur le terrain du pionnier fondateur de Béarn (M. Bellehumeur). Il est accessible via la cour de la salle municipale. La construction a débuté en 2008. Le jardin a été agrandi en 2009 et sa clôture en bois finalisée.

## Démographie
| 1986  | 1991  | 1996 | 2001 | 2006 | 2011 | 2016 | 2021 |
| ----- | ----- | ---- | ---- | ---- | ---- | ---- | ---- |
| 1 050 | 1 014 | 973  | 942  | 883  | 783  | 720  | 708  |

- Nombre de logements privés occupés par des résidents habituels (2006[9]) : 385
- Langue maternelle (2006) : 
Français : 99,4 %
Anglais : 0,6 %
- Population ayant une identité autochtone (2006) : 15
- Revenu médian - Personnes de 15 ans et plus (2006) : 21 896 CAD
- Taux de chômage (2006) : 17 %

## Administration
Les élections municipales se font en bloc pour le maire et les six conseillers.
| Béarn Maires depuis 2001                                                                                             |                |         |          |
| Élection | Maire          | Qualité | Résultat |
| 2001 | Raynald Gaudet |         | Voir     |
| 2005 | Luc Lalonde    |         | Voir     |
| 2009 | Luc Lalonde    | Voir    |          |
| 2013 | Luc Lalonde    | Voir    |          |
| 2017 | Luc Lalonde    | Voir    |          |
| 2021 | Luc Lalonde    | Voir    |          |
| Élection partielle en italique Depuis 2005, les élections sont simultanées dans toutes les municipalités québécoises |                |         |          |

## Économie
Encore aujourd'hui Béarn possède une économie dominée par le secteur de l'agriculture et le secteur forestier. Sur la cinquantaine d'entreprises qui y sont établies, une quinzaine sont liées à l'agriculture.
Une importante scierie opérée par la compagnie RYAM Bois d’œuvre, une filiale de Rayonier Advanced Matérials, (autre fois Tembec ) est également située à Béarn. Avec près de 150 employés, il s'agit de l'un des principaux employeurs de la MRC de Témiscamingue.

## Culture
On retrouve à Béarn une bibliothèque affiliée au Réseau Biblio qui est située à l'école Notre-Dame de Béarn.

## Tourisme
Chaque année, la municipalité célèbre la Fête nationale du Québec. Depuis le début des années 2000, elle participe également à l'organisation de courses automobiles de type stock cars.
Plusieurs sites de chasse et de pêche sont accessibles sur le territoire de Béarn. Le lac Petite Prairie a été ensemencé de truites pour les pratiquants de la pêche sportive ou de loisir. On trouve également à l'est la Zec de Kipawa créée en 1989 et accessible à partir de la municipalité.
Béarn possède deux sites d'intérêt historique : l'emprise ferroviaire abandonnée et l'ancienne mine d'or Montclerc. Elle ne possède toutefois pas de sites touristiques sur son territoire municipal.

## Sports
Parmi les aménagements, on compte :
- Un parc de jeux ;
- Un terrain de balle éclairé ;
- Un court de tennis éclairé (sert aussi à l'occasion pour le patin à roulettes et la planche à roulettes) ;
- Une patinoire intérieure avec glace naturelle.